# Abdelhafid Boutaleb
Pour les articles homonymes, voir Boutaleb.
Abdelhafid Boutaleb (1923-1975) est un homme politique marocain.
Il a notamment été secrétaire d’État chargé de l’Enseignement technique, de la Formation professionnelle et de la Formation des cadres dans le gouvernement Ahmed Bahnini, puis ministre de l’Emploi et des Affaires sociales dans le gouvernement Hassan II 2 (8 juin 1965) et dans le gouvernement Mohamed Benhima (6 juillet 1967).